# Назаренко, Пётр Данилович
Пётр Данилович Назаренко (1909 — 19 апреля 1944) — командующий артиллерией 161-й стрелковой дивизии (40-я армия, Воронежский фронт), подполковник. Герой Советского Союза.

## Биография
Родился в 1909 году в городе Новочеркасске Ростовской области. Окончил 9 кассов средней школы. Член ВКП(б) с 1929 года.
В Красной Армии с 1929 года. Окончил Объединённую белорусскую военную школу в Минске. Командовал артиллерийским взводом, батареей. Публиковался в полковой многотиражке, затем стал её редактором. В конце 1933 года приказом наркома обороны капитан Назаренко был назначен специальным корреспондентом газеты «Красная звезда» по Среднеазиатскому военному округу. В 1939 году поступил на заочное отделение артиллерийского факультета Военной академии имени Фрунзе.
С началом Великой Отечественной войны подал рапорт о переводе на командную должность в действующую армию. В феврале 1942 года майор Назаренко назначен на должность начальника штаба 798-го артиллерийского полка 265-й стрелковой дивизии Ленинградского фронта. В ноябре того же года стал командиром этого полка. С сентября 1943 года подполковник Назаренко ― командующий артиллерией 161-й стрелковой дивизии Воронежского фронта.
Особо отличился при форсировании Днепра. 24 сентября 1943 года под огнём противника форсировал реку Днепр в районе с. Зарубницы (Каневский район Черкасской области, Украина). Умело руководил действиями частей и подразделений в боях за плацдарм.
Указом Президиума Верховного Совета СССР от 24 декабря 1943 года за мужество, отвагу и героизм подполковнику Назаренко Петру Даниловичу присвоено звание Героя Советского Союза.
Полковник Назаренко погиб в бою 19 апреля 1944 года. Похоронен на площади в селе Чертовец Городненковского района Ивано-Франковской области (Украина).

## Память
С 1977 по 1993 гг. село Чертовец в Городенковском районе Ивано-Франковской области, носило название Назаренково.